# Chaetodipus eremicus
Chaetodipus eremicus és una espècie de mamífer rosegador de la família dels heteròmids. És endèmica del desert de Chihuahua (Estats Units i Mèxic). S'alimenta principalment de llavors seques, però també consumeix larves d'insectes i material vegetal. El seu hàbitat natural són les zones de sòl sorrenc de les planes amb governadores o zones inundables vorejades per petits arbres de desert, com ara mesquites o parkinsònies. És una espècie en risc mínim, és a dir, no sembla que hi hagi cap amenaça significativa per a la seva supervivència.